# Tell-el-Kebir
Tell-el-Kebir är en stad i Egypten. Den tillhör guvernementet Ismailia i Nedre Egypten, och är belägen vid sötvattenskanalen och den från Ismaïlia till Kairo gående järnvägen. Folkmängden uppgår till cirka 40 000 invånare.
Staden befästes av Arabi Pascha, då den brittiska armén under general Wolseley i augusti 1882 tog Suezkanalen i besittning. Wolseley angrep därefter den egyptiska armén vid Tell-el-Kebir och tillfogade denna 13 september s.å. ett avgörande nederlag.